# Bûche de Noël
Pour les articles homonymes, voir Bûche.
La bûche de Noël est un gâteau terminant le repas de Noël en France, en Belgique, au Luxembourg, en Suisse, au Québec, au Nouveau-Brunswick, au Vietnam, au Liban, et généralement dans les pays francophones. Cette tradition culinaire est inspirée d'un autre rite lié à la célébration du solstice d'hiver. Cette coutume est attestée depuis le Moyen Âge et est héritée de divers rites païens. Elle est répandue dans toute l'Europe.

## La tradition de la bûche

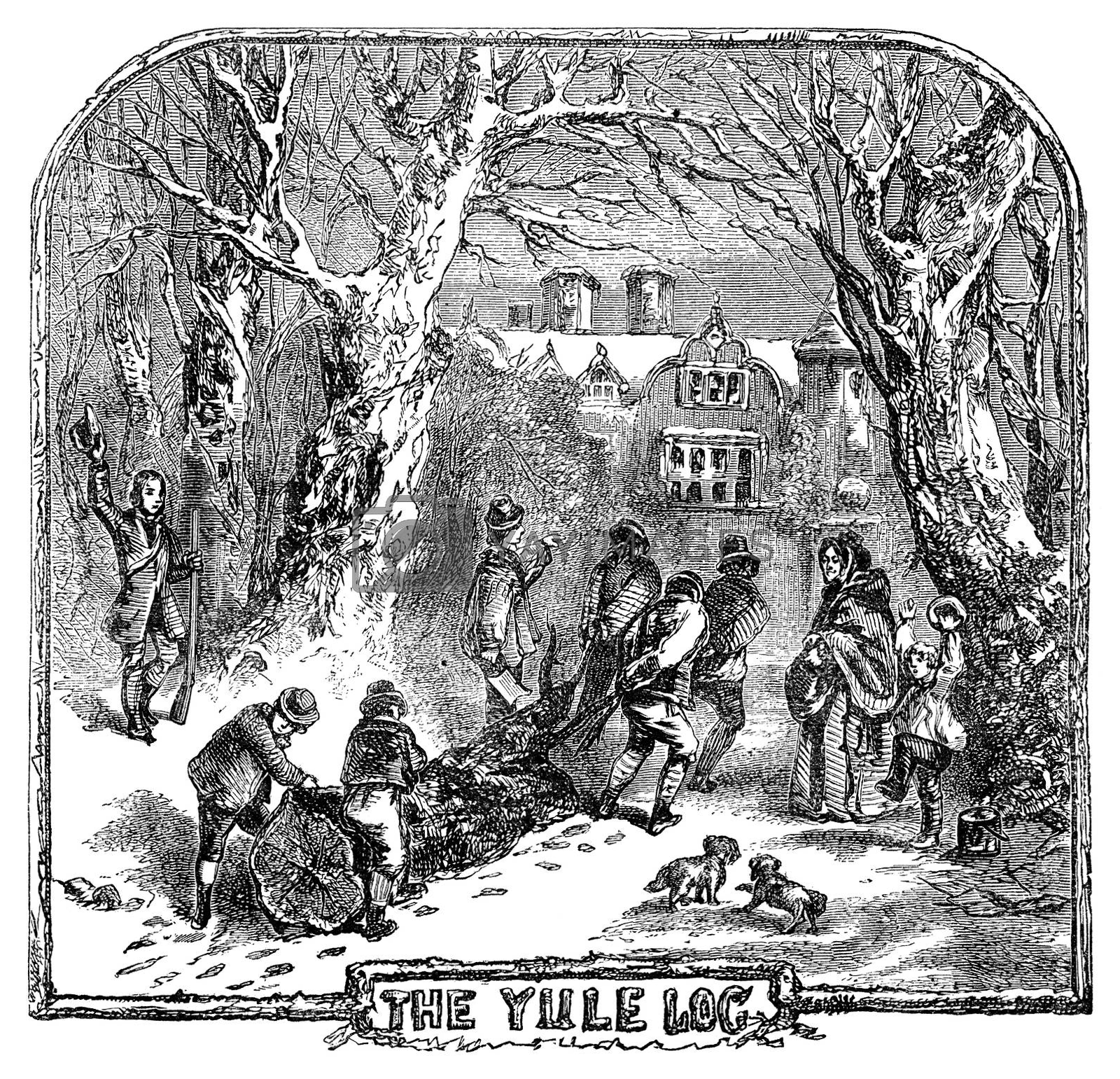
Fête de Yule.

Avant l'expansion du christianisme, les cultes polythéistes (fête de Yule dans les pays scandinaves, Cacho fio en Provence) brûlaient pendant plusieurs jours un tronc d'arbre en guise d'offrande aux dieux afin de garantir une bonne récolte pour l'année à venir.
Depuis plusieurs siècles, en effet, on a pour habitude, lors de la veillée de Noël, de faire brûler dans l'âtre une très grosse bûche, qui doit se consumer très lentement, l'idéal étant qu'elle puisse durer pendant les douze jours du cycle (jusqu'au nouvel an) ou au moins pendant trois jours. La bûche doit provenir, de préférence, d'un tronc d'arbre fruitier dans le sud (prunier, cerisier et olivier) censé garantir une bonne récolte pour l'année suivante, mais aussi chêne et hêtre dans le nord puisque les glands comme les faînes étaient une nourriture pour les hommes jusqu'à la fin du Moyen Âge. Lors de l'allumage, la bûche est bénie à l'aide d'une branche de buis, ou de laurier, conservée depuis la fête des Rameaux. Lors de sa combustion, la bûche est, dans certaines régions, arrosée de vin afin d'assurer une bonne vendange, ou de sel pour se protéger des sorcières. On conserve souvent ses tisons afin de préserver la maison de la foudre ou du diable et les cendres sont répandues dans les champs pour fertiliser la terre. On conservait aussi toute l'année du charbon qu'on faisait entrer dans la composition de plusieurs remèdes. Allumée avec des tisons de la précédente bûche de Noël ou de la Saint-Jean passée, ses cendres servaient de protection (et autres croyances populaires) à toute la maisonnée jusqu’à l’année suivante.
La bûche de Noël réunissait autrefois tous les habitants de la maison, tous les hôtes du logis, parents et domestiques, autour du foyer familial. La bénédiction de la bûche avec les cérémonies traditionnelles dont elle se parait n’était que la bénédiction du feu, au moment où les rigueurs de la saison le rendent plus utile que jamais. Cette tradition est encore respectée dans certaines familles et divers villages en Provence.

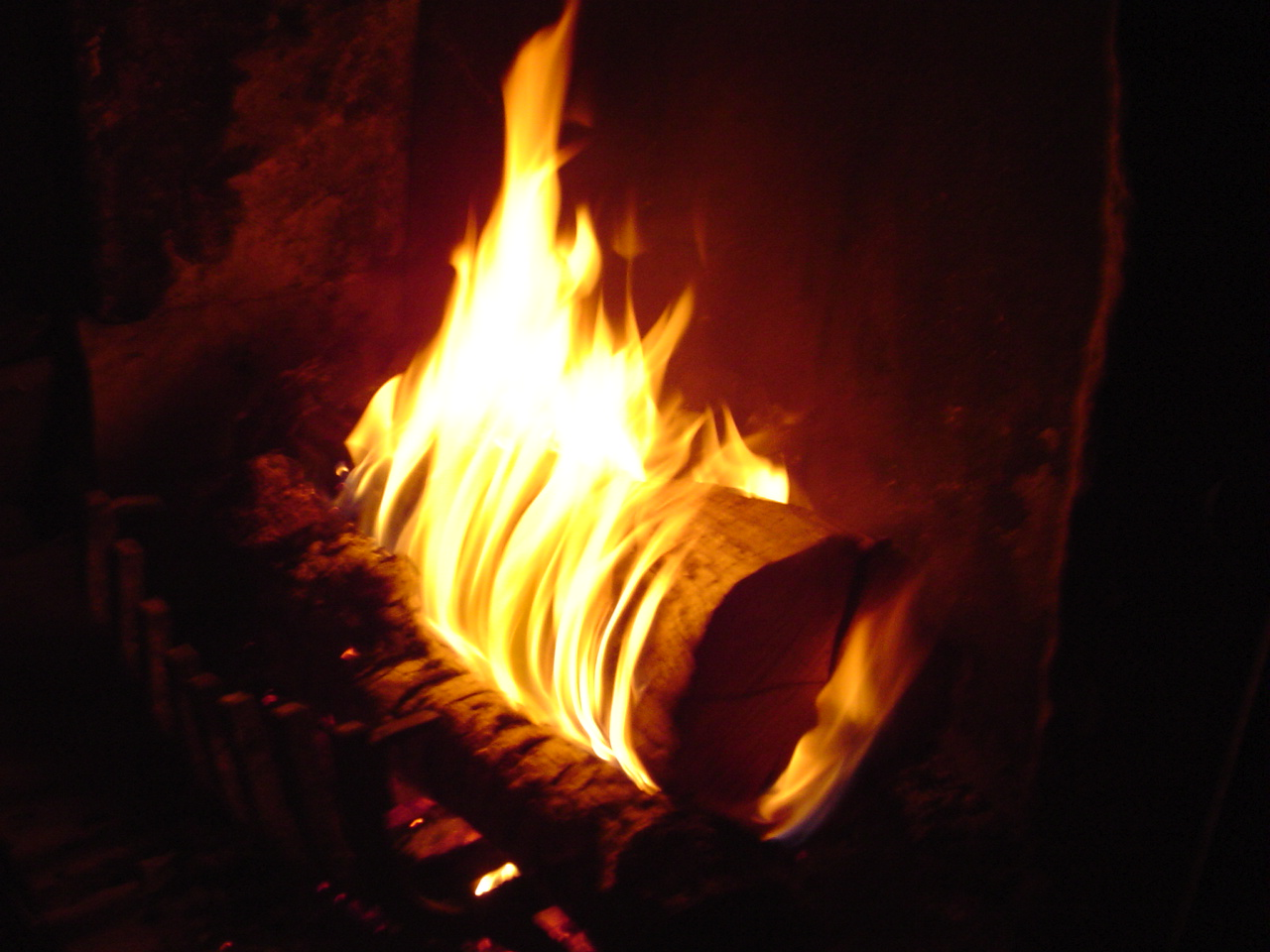
« Cachafio, Bouto Fio ».

On dit en provençal : « Cache le feu (ancien), allume le feu (nouveau) ; Dieu nous comble d'allégresse ». Le plus ancien de la famille arrose alors le bois, soit de lait, soit de miel, en mémoire des délices d'Éden, soit de vin, en souvenir de la vigne cultivée par Noé, lors de la rénovation du monde. À Marseille, et dans toute la Provence, en portant la bûche de Noël, on répète trois fois : « Noël vient, tout bien vient ». Ensuite le chef de la famille, ou, en son absence, le plus âgé, s'avançant vers la bûche pour la bénir, y verse du vin en invoquant la Sainte-Trinité, en disant : « Au nom du Père et du Fils, et du Saint-Esprit, Amen ! », et il y met le feu. En Bourgogne, le père de famille ordonnait à un enfant d'aller en quelque coin de la pièce prier Dieu que la souche « donne des bonbons ». Pendant ce temps-là on mettait au bas de chaque bout de la bûche des petits paquets de sucreries, fruits confits, noix que les enfants venaient recueillir en croyant de bonne foi que la souche les avait donnés. Les sucreries étaient dissimulées dans un trou du tronc de la bûche, fermé par un bouchon ou dans un coin sous la bûche. Le vigneron qui n'avait pas de quoi offrir des sucreries aux enfants mettait dessous des pruneaux et des marrons. En Berry, les forces réunies de plusieurs hommes sont nécessaires pour apporter et mettre en place la cosse de Nau, car c’est ordinairement un énorme tronc d’arbre destiné à alimenter la cheminée pendant les trois jours que dure la fête de Noël. La cosse de Nau doit, autant que possible, provenir d’un chêne vierge de tout élagage et qui aura été abattu à minuit. En Normandie : « À l’instant où l’on y met le feu, les petits enfants vont prier dans un coin de l’habitation, afin, leur dit-on, que la souche leur fasse des présents et, tandis qu’ils prient, on met à chaque bout de cette souche des paquets d’épices, de dragées et de fruits confits ! ». 

### Les différents noms de la bûche de Noël
On appelait cette énorme souche de mille manières suivant les régions et les dialectes : son nom courant était tréfeu, tréfouet du latin tres foci, « trois feux », car elle devait brûler trois jours durant. Le gâteau en forme de bûche de Noël portait encore parfois au début du XXe siècle le nom de « coquille » ou petite bûche, en patois, le cogneù. En Normandie, souque ou chuquet. Elle s'appelle tronche dans la Bresse. En Bourguignon, ou suche ou gobe de Noël. En Berry, elle s’appelle « cosse de Nau » ; cosse signifiant « souche », et Nau signifiant « Noël », en Breton kef nedeleck, dans les Vosges galenche de Noë ; et encore Coque de Noël (Champagne), Choque en Picard). En Argonne, Lorraine, hoche, oche, hoque, toc, mouchon (Angoumois) suivant les communes. En Provençal la bûche du feu portait le nom de chalendon ou calegneaou, cacha fuec, cacha fuòc, calendau, et autres noms suivant les régions, Soc de Nadal (en Languedoc), traditionnellement le bois d'un arbre fruitier. En Limousin, Còssa de Nadau, Sucha de Nadau, Tison de Nadau. Elle porte également le nom de bocque dans les Ardennes, de cachefioc dans le Roussillon et de capsau en Aquitaine. 
En Catalogne, on parle de la tradition du Tió de Nadal.

### Du gâteau de Noël à la bûche
Le nom ancien du gâteau semble plutôt dérivé du mot cognée que du mot bûche sans que cette étymologie soit vraiment certaine. En Belgique, dans la nuit de Noël, les mères déposent sur le chevet du lit de leurs enfants un gâteau nommé cougnou ou coignole. C'est une pièce de pâtisserie oblongue creusée dans sa partie supérieure et moyenne, afin de recevoir ou contenir un petit enfant Jésus en plâtre, ou en sucre. Dans quelques parties de la Lorraine, de semblables gâteaux se nomment cognés. Enfin, presque chaque province de la France a ses gâteaux de Noël qu'elle désigne par des noms différents plus ou moins bizarres. Ces « gâteaux de Noël » étaient d'un genre différent.
L'invention de la bûche remonte au XIXe siècle, sans que personne sache vraiment qui en a la paternité, les sources multiples se contredisant. Certaines évoquent sa création vers 1834 par un apprenti pâtissier de Saint-Germain-des-Prés. D’autres estiment que la bûche de Noël est née à Lyon dans les années 1860 dans la cuisine du chocolatier Félix Bonnat. Une autre piste mène à 
Pierre Lacam, ancien glacier du prince Charles III de Monaco, qui l’aurait conçue en 1898.
Toujours est-il que la bûche en tant que pâtisserie n’a commencé à se populariser qu’après la Libération, dans les années 1945-1950.

## Le dessert

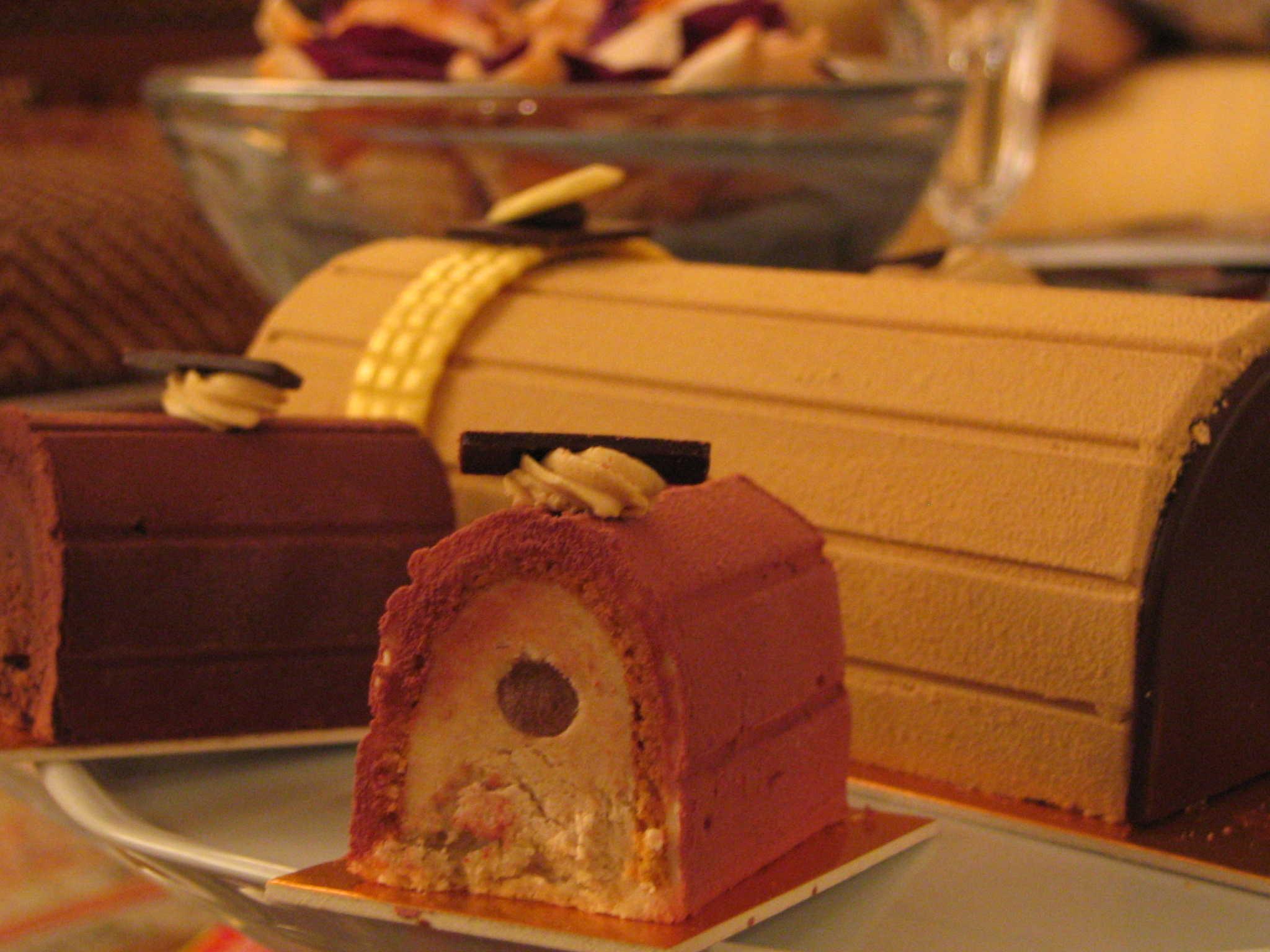
Bûches de Noël glacées contemporaines.

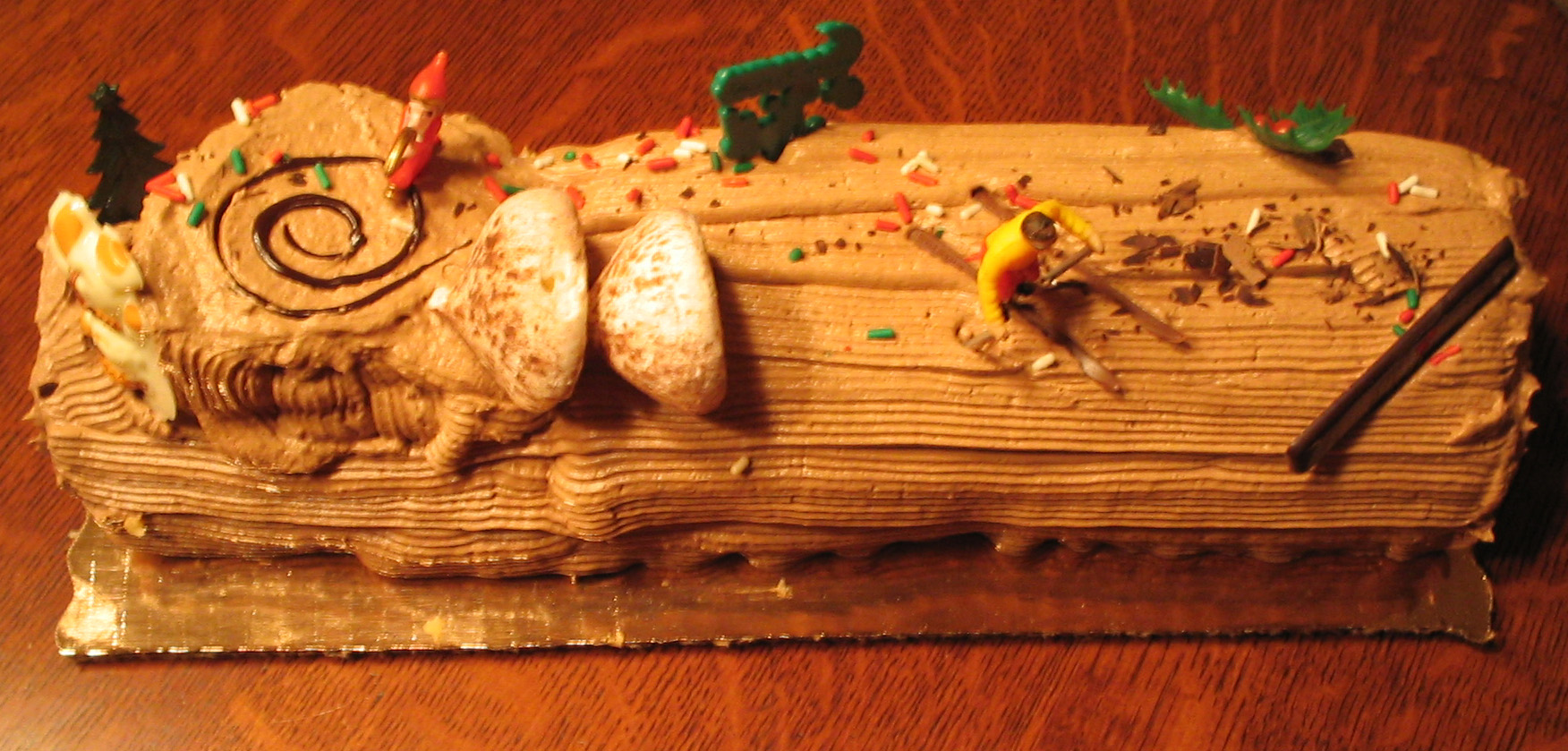
Bûche de Noël traditionnelle au beurre.

La bûche de Noël, à la base, était un biscuit génoise, sur lequel était étalée de la crème au beurre parfumée au café, au chocolat, au Grand Marnier (etc.) qu'on roulait ensuite pour lui donner la forme d'une bûche, qu'on recouvrait ensuite d'une fine couche de crème au beurre avec une poche munie d'une douille « chemin de fer ».
Cependant, on trouve maintenant plus de bûches dites « fantaisies » qui ne sont plus roulées, mais faites dans des moules, et garnies non pas de crème au beurre, mais de mousses de fruits, de crèmes au mascarpone, de crèmes mousselines, de gelée, crémeux et toutes sortes de biscuits.
La bûche de Noël traditionnelle, glacée ou non, est généralement décorée d'attributs divers (Père Noël, hache, scie, champignons, lutins, etc.) en sucre ou en plastique. Cependant les grands pâtissiers ont majoritairement mis fin à cette époque en les décorant sobrement, afin d'en faire un entremets raffiné.

## Autres desserts liés au cycle de Noël
- les treize desserts, Provence
- le Christmas pudding, Royaume-Uni
- le panettone, Italie
- la brioche tressée, République tchèque
- le touron, Espagne
- le kouglof, Alsace
- le beigli (en), Hongrie, ou makocz, Pologne
- la galette des rois
- les beignes de Noël, Québec
- le cougnou, Belgique
- le Christstollen (Stollen de Noël) en Allemagne, en Alsace et en Lorraine
- le kourabies et le melomakarono en Grèce